# Deformazione gravitativa profonda di versante
La deformazione gravitativa profonda di versante , o DGPV è un fenomeno franoso che coinvolge il sistema crinale-versante-fondovalle, ed  è stato oggetto di studio approfondito solamente negli ultimi decenni.
Viene catalogata tra i movimenti di frana in quanto comporta nello stesso modo uno spostamento verso il "basso" di una porzione di pendio a seguito della azione della gravità.
Cambiano però i parametri principali del fenomeno:
- la dimensione: sino a diversi chilometri quadrati, e l'estensione del fenomeno e la sua mappatura sono facilitate da tecniche di aerefotogeologia e "remote sensing" in generale
- la velocità con cui avviene il movimento della massa rocciosa (indicativamente inferiore al mm/anno). Tali valori fanno parlare anche di caratteristiche affini alla geotettonica, ma tale presunzione appare tutta da chiarire.

Le deformazioni gravitative sono movimenti che tendono a portare in situazione di equilibrio versanti che, per cause diverse, in equilibrio non sono. Una delle cause predisponenti è l'esistenza di una condizione di debolezza strutturale, sia questa a piccola scala, intrinseche al materiale roccioso (scistosità, debolezza coesiva della roccia, ...), sia a scala mediostrutturale, dipendenti, cioè, dalla storia geotettonica locale e regionale (esistenza di sistemi di fratturazione, faglie, ...).
Questo fenomeno viene chiamato "deformazione" e  classificato tra i "colamenti" ("flows") perché in genere, e nelle parti medio-basse, non si individua un vero piano di taglio. Questo si può trovare limitatamente nella zona sommitale del fenomeno, in genere evidenziato da tutta una serie di tagli (emersione di piani di movimento) trasversali alla linea di massima pendenza. Nella parte medio-bassa si verifica, piuttosto, un "rigonfiamento" ("bulging") del pendio verso l'esterno, a compensare la spinta verso il basso delle parti sommitali. Frequentemente, la porzione inferiore, trovandosi essa stessa in un nuovo e locale disequilibrio evolve in vera e propria frana per taglio con piano circolare o frana rotazionale, oppure di crollo.
Eccezionali sono le deformazioni gravitative di versante a carico dei calcescisti dello spartiacque tra le alte valli Dora di Cesana e val Chisone, in Piemonte, che si mostrano su una lunghezza di oltre 15 km lungo la cresta. 